# Paul Ignaz Liechtenauer
Paul Ignaz Liechtenauer (* 1673/74 in Wien?; † (beigesetzt) 13. Juni 1756 in Osnabrück) war ein deutscher Organist, Domkapellmeister, Hofkapellmeister und Komponist.

## Leben
Liechtenauer war Sohn des Orgelbauers und Organisten Johann Liechtenauer, der seit 1685 in Baden bei Wien nachgewiesen ist, wo er am 17. Januar 1701 im Alter von 71 Jahren begraben wurde. Bevor er nach Baden kam, scheint er in Wien gelebt zu haben. So ist anzunehmen, dass Paul Ignaz Liechtenauer in Wien geboren wurde. Er war verheiratet und hatte zwei Kinder (geb. 5. Juli 1711 und 20. Februar 1713).
Zunächst war Liechtenauer ab dem 1. April 1711 Kapellmeister am kurtrierischen Hof in Koblenz-Ehrenbreitstein. Am 19. Mai 1713 erhielt er seine Entlassung, wie die meisten anderen Kapellmitglieder, da die kurtrierischen Verhältnisse die kostspieligen Musikvorlieben des Erzbischofs Karl III. Joseph von Lothringen offenbar nicht weiter zuließen. Liechtenauer bewarb sich zunächst am 20. Juli 1714 ohne Erfolg als Domkapellmeister in Köln. Ende 1715 erhielt er eine Anstellung am Dom zu Osnabrück, die er bis zu seinem Tod 1756 behielt. Er war zwar allein zum Organisten gewählt, übte sofort ebenso die Tätigkeit eines Kapellmeisters aus und unterschrieb noch im gleichen Jahr auch mit dem Titel „Capellmeister“. Laut Totenregister der Dompfarrei wurde Liechtenauer am 13. Juni 1756 begraben.

## Werke

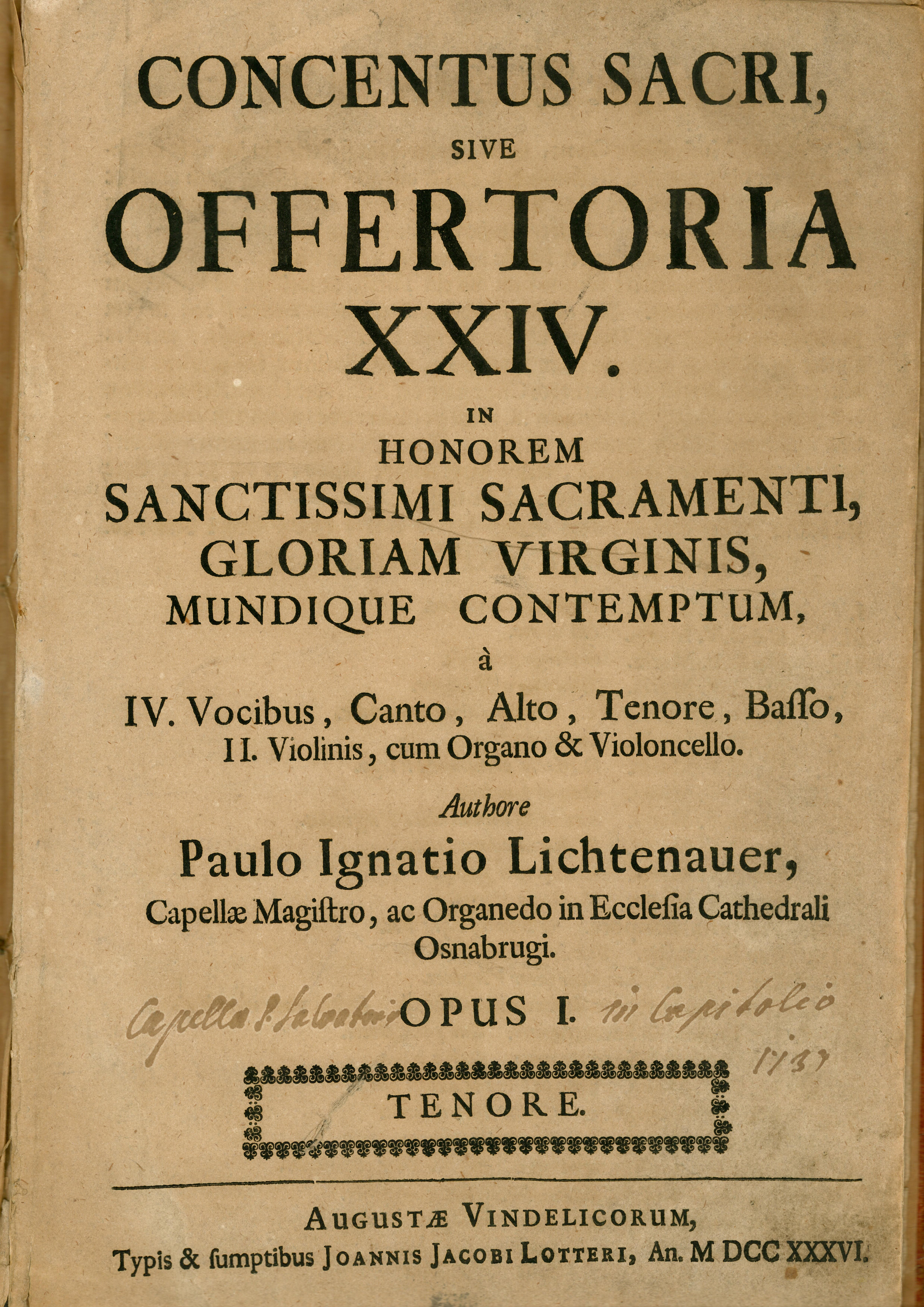
Titelblatt von Liechtenauers 24 Offertorien op. 1, Augsburg 1736, mit Besitzvermerk der „Capella S. Salvatorio in Capitolio 1737“ in Rom. (© Museumsquartier Osnabrück, A-1059). Die abweichende Schreibung des Namens ohne „ie“ ist eine seltener zu findende Variante, die vom Komponisten nicht verwendet wurde.

Von Liechtenauer sind zwei Kompositionen im Druck und eine als Handschrift erhalten geblieben. 1736 veröffentlichte er 24 Offertorien unter dem Titel „CONCENTUS SACRI, SIVE OFFERTORIA XXIV. IN HONOREM SANCTISSIMI SACRAMENTI, GLORIAM VIRGINIS, MUNDIQUE CONTEMPTUM“. Es handelt sich um 24 Geistliche Konzerte für vierstimmigen Chor, vier Soli, zwei Violinen und Basso continuo, die während des Offertoriums innerhalb der Messe aufzuführen sind. Dem op. 1 Liechtenauers von 1736 folgten 1741 Sechs Messen op. 2 mit dem Titel „MISSAE VI. IN HONOREM SALVATORIS NOSTRI GLORIAM VIRGINIS, SANCTI ANTONII, ET S. NEPOMUCENII“. Die vokale Besetzung ist gleich wie in op. 1, instrumental sind die Messen dagegen etwas größer besetzt, und zwar mit zwei Clarini – in Messe 3 zwei Corni –, zwei Violinen, Viola und Basso continuo. In den Messen 4 bis 6 verzichtete er auf die Viola, in den Messen 5 und 6 auch auf die Bläser. Beide Werke sind in Augsburg beim Verlag Lotter erschienen und dienen der kirchenmusikalischen Praxis im katholischen, vorwiegend süddeutschen und österreichischen Raum. Neben diesen beiden Werksammlungen ist eine nicht autographe Handschrift eines kleinen Konzertes für Oboe, Streicher und Basso continuo erhalten.
Ein Verzeichnis von Musikalien des Doms zu Osnabrück, das im Zweiten Weltkrieg zerstört wurde, führt folgende Werke von Liechtenauer auf, die heute alle nicht erhalten sind: Drei Messen zu vier Stimmen und Orchester, zwei Requien, zwei Te Deum laudamus, sechs Marianische Antiphonen, 26 Sopran-Arien, eine Alt-Arie, sechs Tenor-Arien, zehn Bass-Arien und sechs Duette.
Des Weiteren lassen sich neun Jesuiten-Dramen nachweisen, zu denen Liechtenauer die Musik schuf und die in den Städten Köln, Düsseldorf, Münster, Koblenz, Jülich und Trier zur Aufführung kamen. 1715 komponierte er eine Art geistliche Oper mit dem Titel Daphnis oder göttliche Liebe, die im Jesuitenkolleg in Köln aufgeführt worden ist. Von diesen Jesuitendramen sind lediglich die gedruckten Periochen erhalten, die den Text der Dramen übermitteln, die Musik ist nicht erhalten.

## Rezeption
In den Periochen der Jesuitendramen, zu denen Liechtenauer die Musik komponiert hat, wird er immer wieder als „der berühmte Komponist Monsieur Paulus Ignatius Liechtenauer, Kapellmeister in der hohen Domkirche zu Osnabrück“ oder ähnlich bezeichnet, was sein hohes Renommee zu Lebzeiten hervorkehrt. In frühen Musiklexika wird ihm ein eigener Artikel gewidmet. Der Verlag Lotter, in dem Liechtenauers Offertorien op. 1 und die Messen op. 2 verlegt worden sind, gehörte zu den bedeutendsten Musikverlagen in Deutschland in jener Zeit, v. a. ausgewiesen für die katholische liturgische Musik. In Verlagskatalogen werden die Messen op. 2 noch bis 1773 angeboten. Die beiden Drucke Liechtenauers sind außer in Deutschland in Bibliotheken in Österreich, Italien und der Schweiz, in Tschechien und den USA nachgewiesen, was ihre weite Verbreitung bekundet. Ein Besitzeintrag in einem Druck des op. 1 lautet „Capella S. Salvatorio in Capitolio 1737“, das Exemplar ist also schon ein Jahr nach Erscheinen in den Besitz einer Kirche in Rom gelangt. Ein in Pilsen aufbewahrter Druck des op. 2 enthält eine in Tschechisch verfasste Notiz, die eine Aufführung der Missa II im Jahre 1820 belegt.

## Neuausgaben
- Paul Ignaz Liechtenauer: Sechs Messen op. 2 für 4 Soli, Chor zu 4 Stimmen, 2 Violinen, Viola, Clarini, Corni und B.c. Lotter, Augsburg 1741. Neuausgabe, hrsg. von Stefan Hanheide unter Mitwirkung von Rouven Geisbauer. epOs-Music, Osnabrück 2020, ISBN 978-3-940255-69-3.
- Paul Ignaz Liechtenauer: 24 Offertorien op. 1 für 4 Soli, Chor zu 4 Stimmen, 2 Violinen und B.c., Lotter, Augsburg 1736.
- Paul Ignaz Liechtenauer: Konzert für Oboe, Streicher und B.c.